# Theresa Pöhls

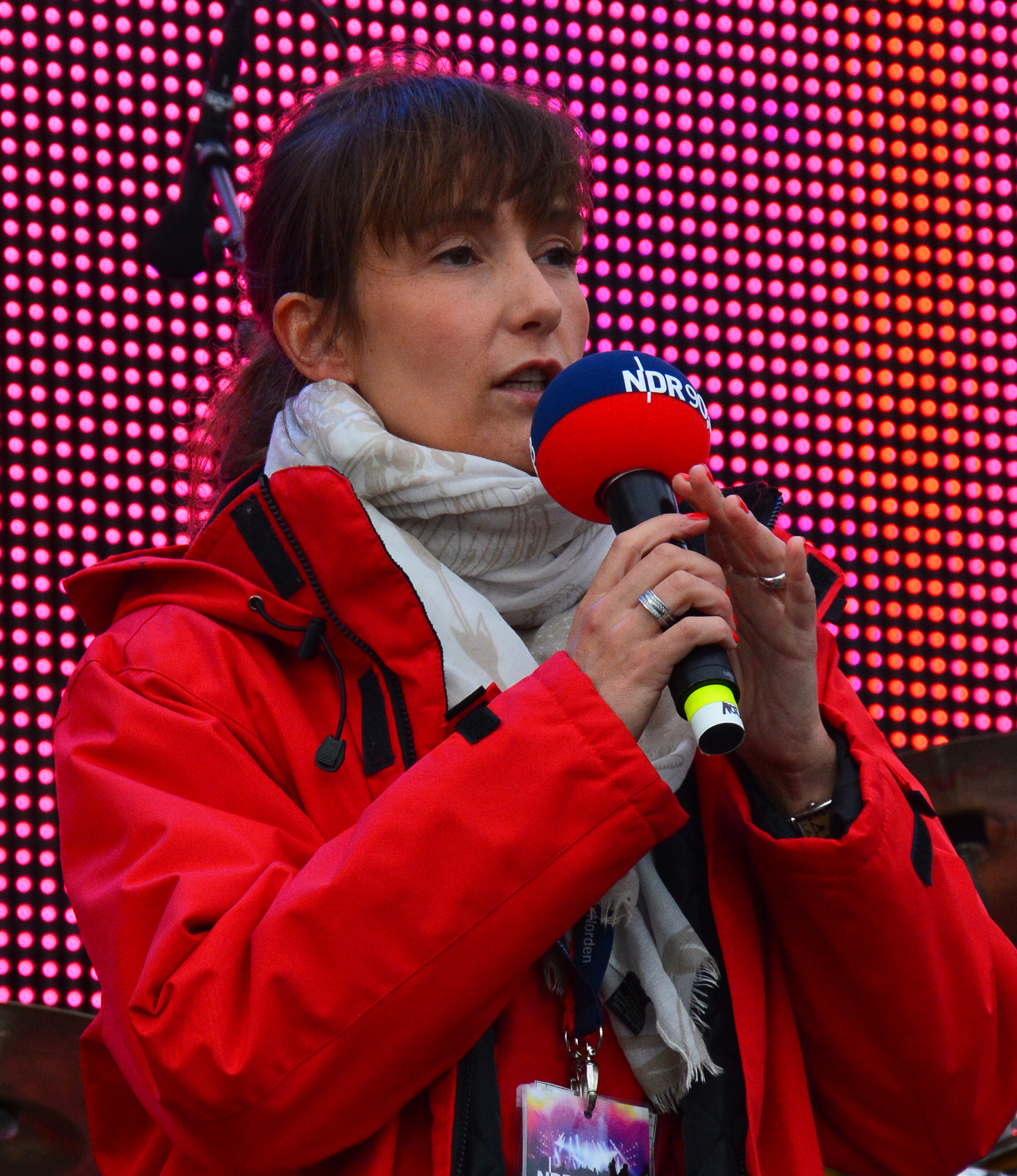
Theresa Pöhls (2014)

Theresa Pöhls, geb. von Tiedemann (* 10. April 1981 in Hamburg) ist eine deutsche Journalistin und Moderatorin.

## Leben
Pöhls ist die Tochter des Moderators Carlo von Tiedemann und wuchs in Hamburg auf. Nach dem Abitur studierte sie Amerikanistik, Politische Wissenschaften und Italienisch an der Universität Hamburg und absolvierte nach dem Abschluss dieses Studiums ein Programmvolontariat beim Norddeutschen Rundfunk. Pöhls ist ausgebildete Hörfunk- und Fernsehredakteurin und arbeitet seit 2008 sowohl für den Radiosender NDR 90,3 als auch für das NDR Fernsehen des Norddeutschen Rundfunks. Als Hauptmoderatorin neben Christian Buhk moderiert sie die 18:00-Uhr-Ausgaben des Hamburg Journals, zudem ist sie Moderatorin der Magazinsendung Rund um den Michel, die sich Hamburger Persönlichkeiten und ihren Geschichten widmet.
Pöhls ist verheiratet und lebt in Bad Bramstedt.